# Gare de Hardinxveld-Giessendam
La gare de Hardinxveld-Giessendam (en néerlandais station Hardinxveld-Giessendam) est une gare ferroviaire néerlandaise située à Hardinxveld-Giessendam, en Hollande-Méridionale.
Elle est située sur la ligne Merwede-Linge, dans les provinces de la Hollande-Méridionale et le Gueldre, sur le trajet reliant Dordrecht à Elst via Geldermalsen.
Les trains s'arrêtant à cette gare font partie du service assuré par la compagnie Arriva reliant Dordrecht à Geldermalsen.
La gare a été ouverte le 16 juillet 1885 et est toujours en service. Au cours de l'histoire, elle a eu plusieurs noms : 
- Halte de Giessendam-Oudekerk, de 1885 à 1927
- Gare de Giessendam-Neder Hardinxveld, de 1927 à 1957
- Gare de Hardinxveld-Giessendam, depuis 1957.